# Bass Reeves
Bass Reeves (ur. 1838, zm. 12 stycznia 1910) – amerykański urzędnik wymiaru sprawiedliwości, jeden z pierwszych czarnoskórych zastępców szeryfa U.S. Marshals Service na zachód od Mississipi.

## Życiorys
Urodził się w 1838 r. w hrabstwie Crawford w Arkansas w niewolniczej rodzinie należącej do ziemianina i polityka Williama S. Reevesa. Podobnie jako wielu niewolników w tamtych czasach nazwisko wziął od nazwiska swojego właściciela, imię zaś otrzymał po dziadku. Pracę na rzecz właściciela zaczął, kiedy był dość duży, by móc ją wykonywać. Około 1846 r. William Reeves przeniósł się wraz z rodziną i niewolnikami do hrabstwa Grayson w Teksasie. Z czasem został osobistym służącym i ochroniarzem oraz bliskim towarzyszem syna Williama Reevesa, George’a. Po wybuchu wojny secesyjnej George Reeves wstąpił do wojsk Konfederacji, zabierając służącego ze sobą i z czasem dosłużył się stopnia pułkownika.
Według swojej własnej relacji, brał udział w bitwach pod Pea Ridge (1862), Chickamaugą (1863) i Missionary Ridge (1863), jednak według rodziny Reevesów między 1861 i 1862 r. uciekł na Terytorium Indiańskie (późniejsze stany Kansas i Oklahoma), przy czym według jednej wersji zamierzał skorzystać z prowadzonej na Północy akcji wyzwalania niewolników, według zaś innej pobił się z George’em Reevesem po grze w karty. Obecnie uważa się, że faktycznie brał jeszcze udział w bitwie pod Pea Ridge. Po ucieczce schronił się między plemionami Seminole, Cherokee i Creek, ucząc się od nich ich zwyczajów, języków i umiejętności tropienia, a także ćwiczył się w strzelaniu z broni palnej, stając się szybkim i celnym strzelcem.
Po ogłoszeniu Proklamacji Emancypacji, nie będąc już niewolnikiem ani zbiegiem, opuścił Terytorium Indiańskie i zakupił ziemię niedaleko Van Buren w Arkansas, gdzie z powodzeniem zajął się uprawą ziemi i hodowlą zwierząt. Rok później ożenił się z Nellie Jennie z Teksasu i został ojcem pięciu córek i pięciu synów. Od czasu do czasu służył też jako zwiadowca i przewodnik dla U.S. Marshals w głębi Terytorium Indiańskiego na zlecenie sądu federalnego w Van Buren, który miał jurysdykcję nad tym terytorium.
Po przeniesieniu sądu federalnego dla zachodniego dystryktu do Fort Smith, 10 maja 1875 r. sędzią federalnym został mianowany Isaac C. Parker. W tamtym okresie Terytorium Indiańskie było obszarem, na którym ze względu na brak skutecznego wymiaru sprawiedliwości często ukrywali się przestępcy, a Parker otrzymał od prezydenta Ulyssesa S. Granta zadanie uporządkowania tego terytorium. Jedną z pierwszych decyzji nowego sędziego było mianowanie na stanowisko U.S. Marshal Jamesa F. Fagana i powierzenie mu zadania zatrudnienia ok. 200 zastępców. Fagan, wiedząc o kwalifikacjach językowych Reevesa i znajomości tego terenu, szybko podjął decyzję o zatrudnieniu go jako jednego ze swoich zastępców. Tym samym Reeves został jednym z pierwszych czarnoskórych zastępców szeryfa U.S. Marshals Service na zachód od Mississipi.
Jednym z jego najważniejszych osiągnięć było zastrzelenie w pojedynku 20 grudnia 1878 r. poszukiwanego recydywisty Boba Doziera. W 1887 r. Reeves został oskarżony o morderstwo służącego kucharza i aresztowany, ale został uniewinniony przez sędziego Parkera po procesie, w którym reprezentował go kolega, adwokat W.H.H. Clayton. W 1889 r. Reeves został przeniesiony do Paris w Teksasie, gdzie rozbił gang Toma Story’ego. Trzy lata później aresztował Seminola Zielonego Liścia, który ukrywał się od 18 lat za siedem zabójstw, a także Neda Christie z ludu Cherokee.
Po śmierci żony w 1896 r. Reeves został przeniesiony do sądu federalnego w Muskogee na Terytorium Indiańskim. W 1900 r. ożenił się ponownie, z Winnie Sumter. W 1902 r. Reeves aresztował po pościgu jednego ze swoich synów, Bonniego, który zabił swoją żonę w ataku zazdrości. Swoją karierę w U.S. Marshals zakończył w 1907 r. po utworzeniu stanu Oklahoma. Po odejściu z U.S. Marshalls podjął pracę jako policjant w Muskogee, gdzie służył do emerytury, na którą przeszedł w 1909 r. z powodów zdrowotnych.
W swojej karierze Reeves stał się jednym z najskuteczniejszych i najbardziej znanych szeryfów na tym terenie, aresztując ponad 3 tysiące i zabijając 14 poszukiwanych. Był ceniony za skuteczność, ale też pomysłowość i odwagę w szukaniu zbiegów, m.in. był znany z umiejętności ucharakteryzowania się i przebierania. W czasie swojej kariery, mimo udziału w licznych strzelaninach, nigdy nie został ranny, w tym zaś czasie zginęło na służbie 120 szeryfów. Był jedynym z zastępców szeryfa, którzy pracowali przez cały okres od 1875 r. do powstania stanu Oklahoma. Do końca życia pozostał niepiśmienny.
Zmarł 12 stycznia 1910 r. i został pochowany w Muskogee, jednak dokładna lokalizacja grobu jest nieznana.

## Upamiętnienie
Jego życiorys jest uważany za inspirację dla postaci Lone Rangera. W 2007 r. most na U.S. Route 62 nad rzeką Arkansas, między Muskogee i Fort Gibson, nazwano jego imieniem. W 2012 r. brązowy pomnik Reevesa autorstwa Harolda Holdena ustawiono w Norman w Oklahomie (potem przeniesiony do Pendergraft Park w Fort Smith).